# Brayan Gil Hurtado
Brayan Alexander Gil Hurtado (Cali, Valle del Cauca, Colombia; 28 de junio de 2001) es un futbolista colombiano nacionalizado salvadoreño. Juega de delantero y su equipo actual es el FC Baltika Kaliningrad de la Liga Premier de Rusia. Vivió su infancia en Sonsonate El Salvador al occidente del país.

## Legado deportivo
Brayan es hijo del exfutbolista colombiano Cristian Ali Gil Mosquera y hermano de los también futbolistas Mayer y Cristian David. Ambos, internacionales con la Selección de fútbol de El Salvador.

## Trayectoria
Brayan Gil Hurtado apodado "El Comandante", se formó en las categorías inferiores de la Fundación Educando a un Salvadoreño (FESA). Posteriormente pasa al Brujos Mario Calvo de la Liga de Ascenso de El Salvador, resultando campeón goleador con 15 dianas, a sus cortos 17 años y ganado el trofeo "Hombre Gol de Plata" de la revista deportiva El Gráfico. Este hecho le valió para ser fichado por Club Deportivo FAS y disputar el Torneo Apertura 2019. Termina en segundo lugar en la tabla general de goleadores con 16 anotaciones, destacando un "Póquer" de goles ante El Vencedor y un "Hat-Trick" al AD Chalatenango en su debut en la Liga Pepsi. FAS logra así clasificarse a la gran final del Torneo Apertura 2019 contra los "Albos" del Alianza, gracias a una destacada actuación del centro delantero colombiano-salvadoreño.

## Selección nacional
Recibe en noviembre de 2019 una invitación de la Selección sub-20 de fútbol de Colombia para disputar unos amistosos contra Brasil y Perú, sin embargo desiste debido a los compromisos con FAS en el cierre del Torneo Apertura 2019. Posteriormente recibe la naturalización salvadoreña por decreto de la Asamblea Legislativa de El Salvador, junto a sus hermanos Christian y Mayer, en diciembre de 2019. Seguidamente el director técnico de la Selección de fútbol de El Salvador, el mexicano Carlos de los Cobos, expresa en una conferencia de prensa su deseo de convocar a Brayan para futuros procesos eliminatorios con la "Selecta".

## Estadísticas

### Clubes
- Actualizado de acuerdo al último partido el 17 de mayo del 2025.

| Club                             | Div.          | Temporada     | Liga  | Liga  | Copas | Copas | Internacional | Internacional | Total | Total |
| Club                             | Div.          | Temporada     | Part. | Goles | Part. | Goles | Part.         | Goles         | Part. | Goles |
| -------------------------------- | ------------- | ------------- | ----- | ----- | ----- | ----- | ------------- | ------------- | ----- | ----- |
| Brujos de Izalco · El Salvador   | 2.ª           | 2018          | 15    | 15    | -     | -     | -             | -             | 15    | 15    |
| Brujos de Izalco · El Salvador   | Total club    | Total club    | 15    | 15    | 0     | 0     | 0             | 0             | 15    | 15    |
| Club Deportivo FAS · El Salvador | 1.ª           | 2019          | 25    | 16    | -     | -     | 0             | 0             | 25    | 16    |
| Club Deportivo FAS · El Salvador | Total club    | Total club    | 25    | 16    | 0     | 0     | 0             | 0             | 25    | 16    |
| K. A. A. Gante · Bélgica         | 1.ª           | 2020          | 0     | 0     | 0     | 0     | 0             | 0             | 0     | 0     |
| K. A. A. Gante · Bélgica         | Total club    | Total club    | 0     | 0     | 0     | 0     | 0             | 0             | 0     | 0     |
| Alianza Petrolera · Colombia     | 1.ª           | 2020          | 7     | 0     | 3     | 3     | -             | -             | 10    | 3     |
| Alianza Petrolera · Colombia     | 1.ª           | 2021          | 36    | 4     | 1     | 0     | -             | -             | 37    | 4     |
| Alianza Petrolera · Colombia     | 1.ª           | 2022          | 39    | 8     | 1     | 1     | -             | -             | 40    | 9     |
| Alianza Petrolera · Colombia     | Total club    | Total club    | 82    | 12    | 5     | 4     | 0             | 0             | 87    | 16    |
| Deportes Tolima · Colombia       | 1.ª           | 2023          | 28    | 4     | 1     | 0     | 3             | 0             | 32    | 4     |
| Deportes Tolima · Colombia       | 1.ª           | 2024          | 38    | 13    | 2     | 0     | 1             | 0             | 41    | 13    |
| Deportes Tolima · Colombia       | Total club    | Total club    | 66    | 17    | 3     | 0     | 4             | 0             | 73    | 17    |
| FC Baltika Kaliningrad · Rusia   | 2.ª           | 2025          | 11    | 3     | -     | -     | -             | -             | 11    | 3     |
| FC Baltika Kaliningrad · Rusia   | 1.ª           | 2025-26       |       |       |       |       |               |               |       |       |
| FC Baltika Kaliningrad · Rusia   | Total club    | Total club    | 11    | 3     | 0     | 0     | 0             | 0             | 11    | 3     |
| Total carrera                    | Total carrera | Total carrera | 199   | 63    | 8     | 4     | 4             | 0             | 211   | 67    |

### Selección nacional
| Selección                                  | Año                 | Partidos | Goles |
| ------------------------------------------ | ------------------- | -------- | ----- |
| El Salvador                                |                     |          |       |
| 2023                                       | 10                  | 2        |       |
| 2024                                       | 1                   | 1        |       |
| Total en su carrera                        | Total en su carrera | 11       | 3     |
| Estadísticas hasta el 27 de marzo de 2024. |                     |          |       |

### Hat-tricks
| 1. | 6 de mayo de 2018       | ¿?                                   | Brujos - Chagüite                    |  | 3 - 0 | Liga de Ascenso  |
| 2. | 10 de octubre de 2019   | Óscar Quiteño, Santa Ana             | FAS - El Vencedor                    |  | 4 - 1 | Primera División |
| 3. | 27 de noviembre de 2019 | Óscar Quiteño, Santa Ana             | FAS - Chalatenango                   |  | 4 - 0 | Primera División |
| 4. | 30 de octubre de 2020   | Daniel Villa Zapata, Barrancabermeja | Alianza Petrolera - Atl. Bucaramanga |  | 4 - 0 | Copa Colombia    |

## Distinciones individuales
- Hombre Gol de Plata, El Gráfico (El Salvador).[9]